# Wasilij Smorodinow
Wasilij Grigorjewicz Smorodinow, ros. Василий Григорьевич Сморо́динов (ur. w 1841, zm. w 1917) – Rosjanin, nauczyciel języka rosyjskiego i historii Rosji.
Uczył w szkołach na terenie guberni piotrkowskiej i radomskiej w: Koninie, Kaliszu, Piotrkowie Trybunalskim, Radomiu, dyrektor gimnazjum. Był autorem pamiętnika Moja służba w Warszawskim Okręgu Naukowym i zdarzenia ze szkolnego życia: wspomnienia pedagoga, wydanie oryginału 1914.